# Denise Hinrichs

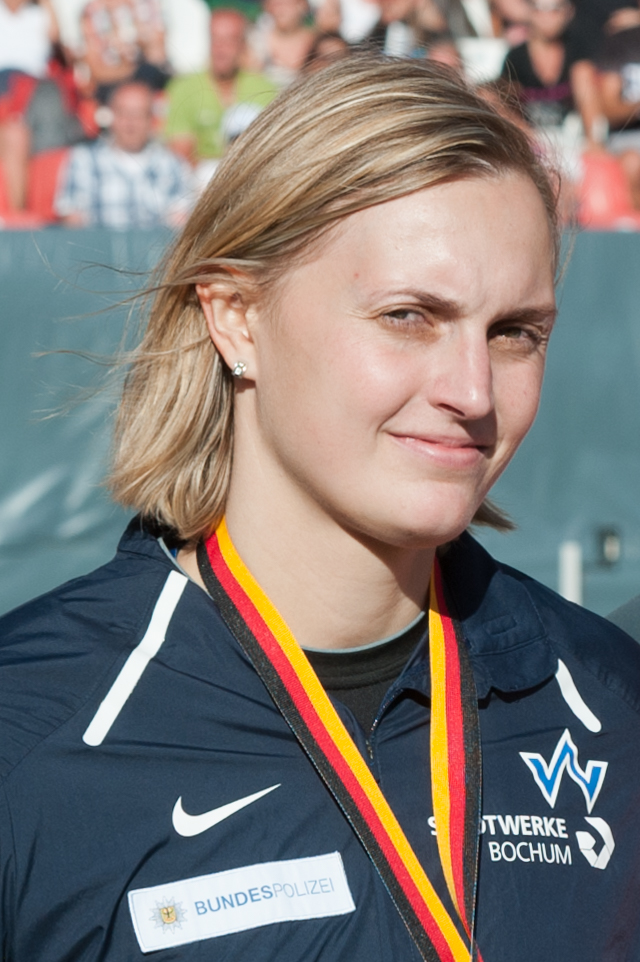
Denise Hinrichs 2015

Denise Hinrichs, född den 7 juni 1987 i Rostock, är en tysk friidrottare som tävlar i kulstötning.
Hinrichs blev 2005 europamästare för juniorer med en stöt på 17,55. Året efter blev hon silvermedaljör vid VM för juniorer, denna gång efter att ha stött 17,34. 
Hon deltog både vid inomhus-VM 2008 och Olympiska sommarspelen 2008 utan att ta sig vidare till finalen.
Vid inomhus-EM 2009 stötte hon nytt personrekord med 19,63 vilket räckte till en silvermedalj efter landsmannen Petra Lammert.